# Koralowce
Koralowce (Anthozoa, z gr. anthos ‘kwiat’ + zoon ‘zwierzę’ – ‘kwiatozwierz’) – gromada wyłącznie morskich, skałotwórczych parzydełkowców (Cnidaria) występujących jedynie pod postacią polipa, zwykle kolonijnie, na niewielkich głębokościach, przytwierdzonych do dna morskiego, głównie w strefie ciepłej i gorącej, w dobrze naświetlonych i natlenionych wodach. W zapisie kopalnym występują od kambru. Do najbardziej znanych przedstawicieli koralowców należą: koral czerwony (Corallium rubrum), zwany również szlachetnym, rafotwórcze korale madreporowe (Madreporaria) oraz koral korkowiec (Alcyonium palmatum). W polskiej strefie Bałtyku odnotowano dwa rzadko spotykane gatunki ukwiałów: ukwiał tęgoczułki i ukwiałek arkoński. W Bałtyku żyje również kolonijna piórówka świecąca. Trwałe struktury wapienne wytwarzane przez koralowce są podstawą ekosystemu rafy koralowej.

## Cechy diagnostyczne
Badania morfologiczne oraz analizy filogenetyczne wskazują na co najmniej trzy apomorfie koralowców:
- przełyk, jelito przednie (actinopharynx, odpowiednik stomodeum)
- syfonoglif (siphonoglyph) – orzęsiona rynienka na jednym lub obydwu bokach gardzieli,
- mezenterie (mesenterium) – rodzaj krezki – wolne krawędzie przegród.

## Budowa
U koralowców nie występuje forma meduzy. Polipy Anthozoa nazywane są antopolipami lub antozoopolipami. Mają ciało cylindryczne, o symetrii zewnętrznie promienistej (zwykle sześcio- lub ośmiopromiennej), z położonym na tarczy gębowej, podłużnym otworem gębowym otoczonym czułkami. Tarcza gębowa (oralna) ma zwieracze zwane sfinkterami. Spłaszczona gardziel z jednym lub dwoma syfonoglifami prowadzi do jamy chłonąco-trawiącej, która jest promieniście podzielona przegrodami na boczne komory. Tarcza gębowa przechodzi w pień – zasadniczą część ciała polipa. Pień jest czasami zakończony stopą. Wewnętrzna budowa koralowców wykazuje symetrię dwuboczną.

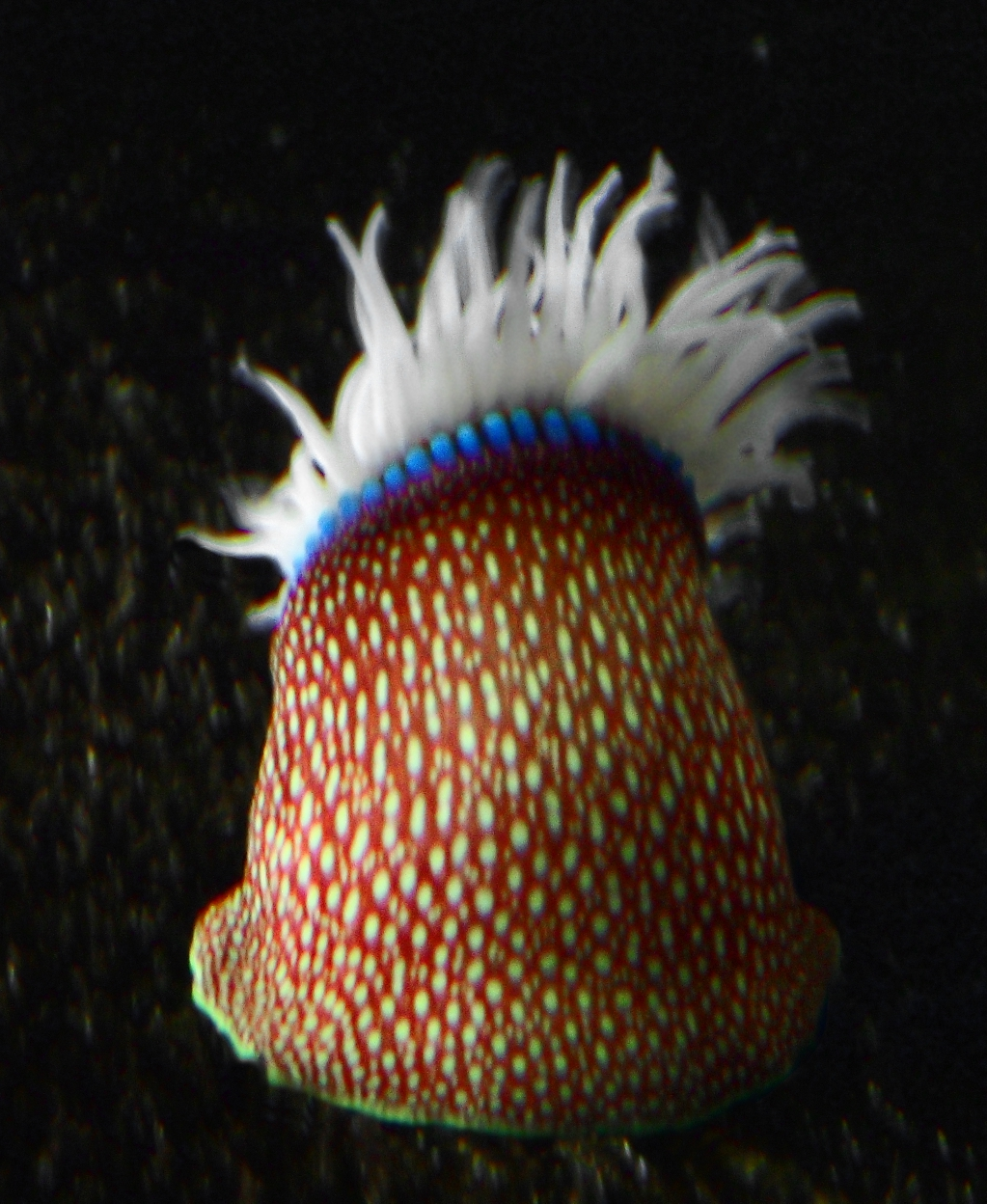
Tealia felina

Przestrzeń między ekto- i endodermą wypełnia mezenchyma. Układ nerwowy siatkowany, brak narządów zmysłów. Komórki parzydełkowe – nematocysty i spirocysty. Wiele gatunków wytwarza szkielet (mezenchymatyczny lub ektodermalny) organiczny, wapienny lub mieszany.
Długość ciała gatunków pojedynczo żyjących waha się od kilku milimetrów do kilkunastu centymetrów. Największe gatunki osiągają średnicę do 1,5 m.

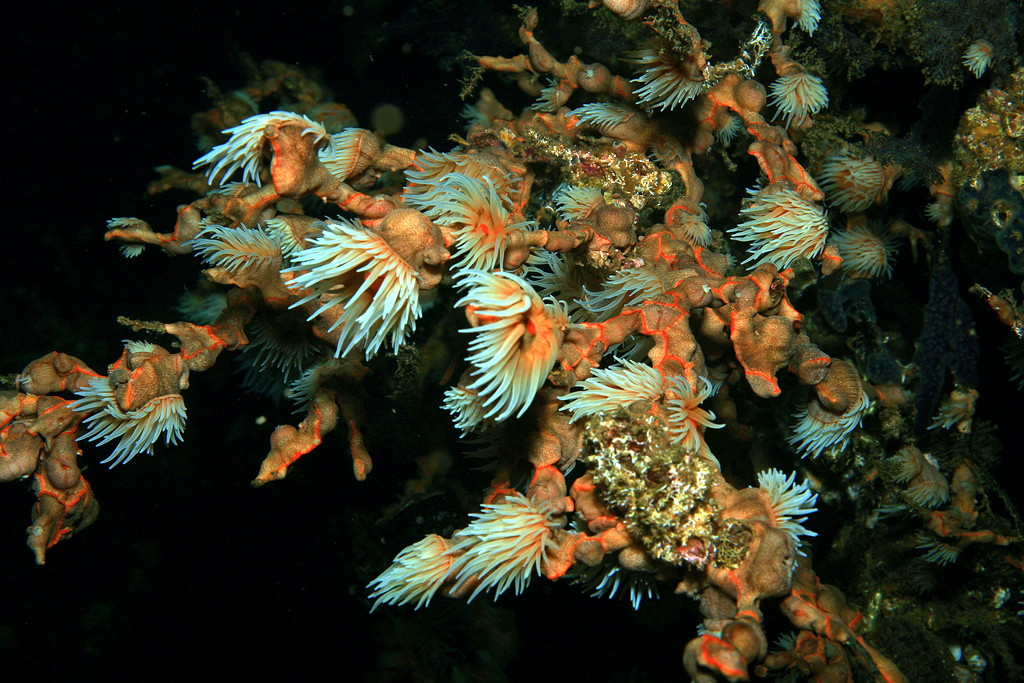
Koralowce łapią plankton rozstawionymi czułkami

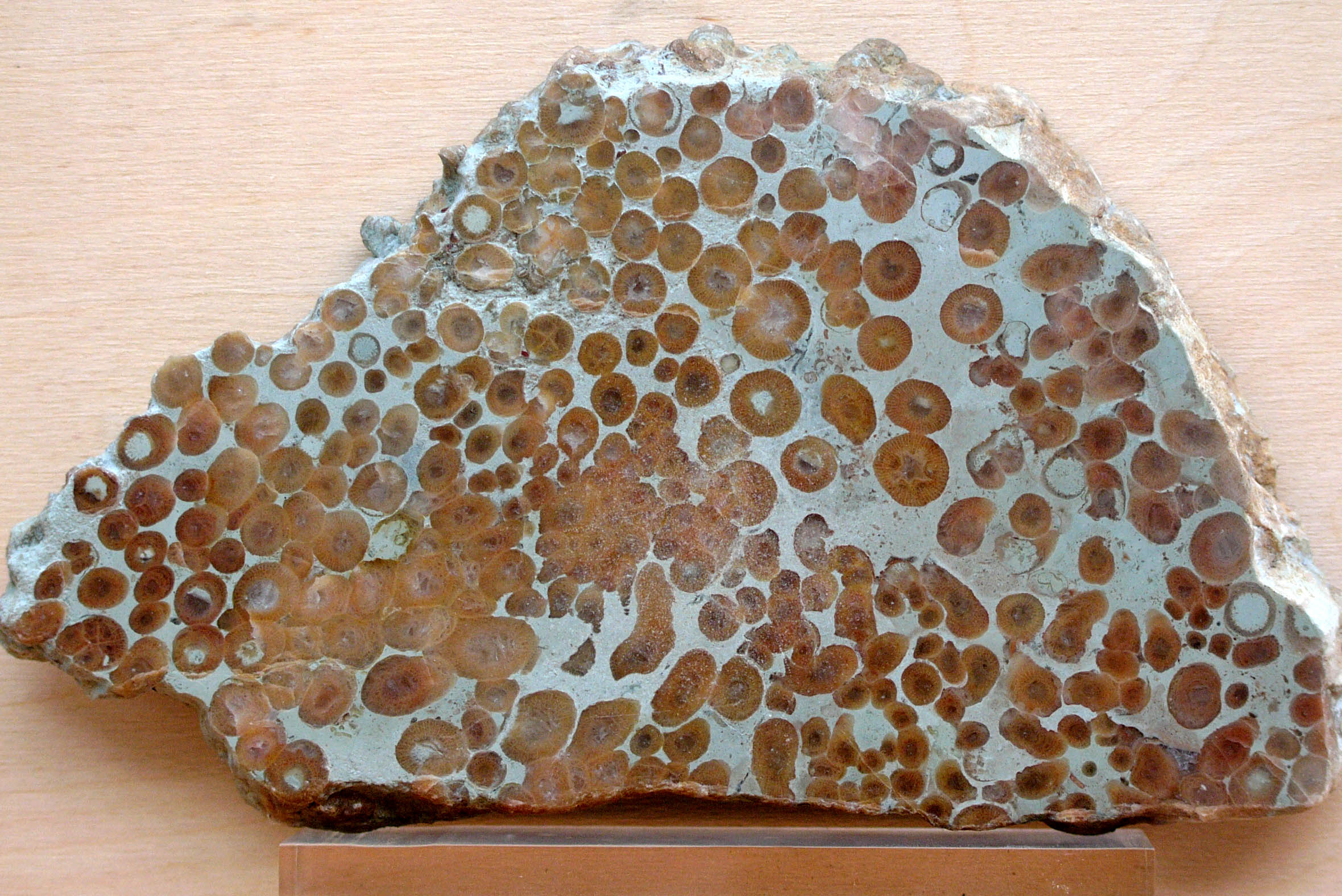
Kopalny koralowiec gotlandzki z syluru

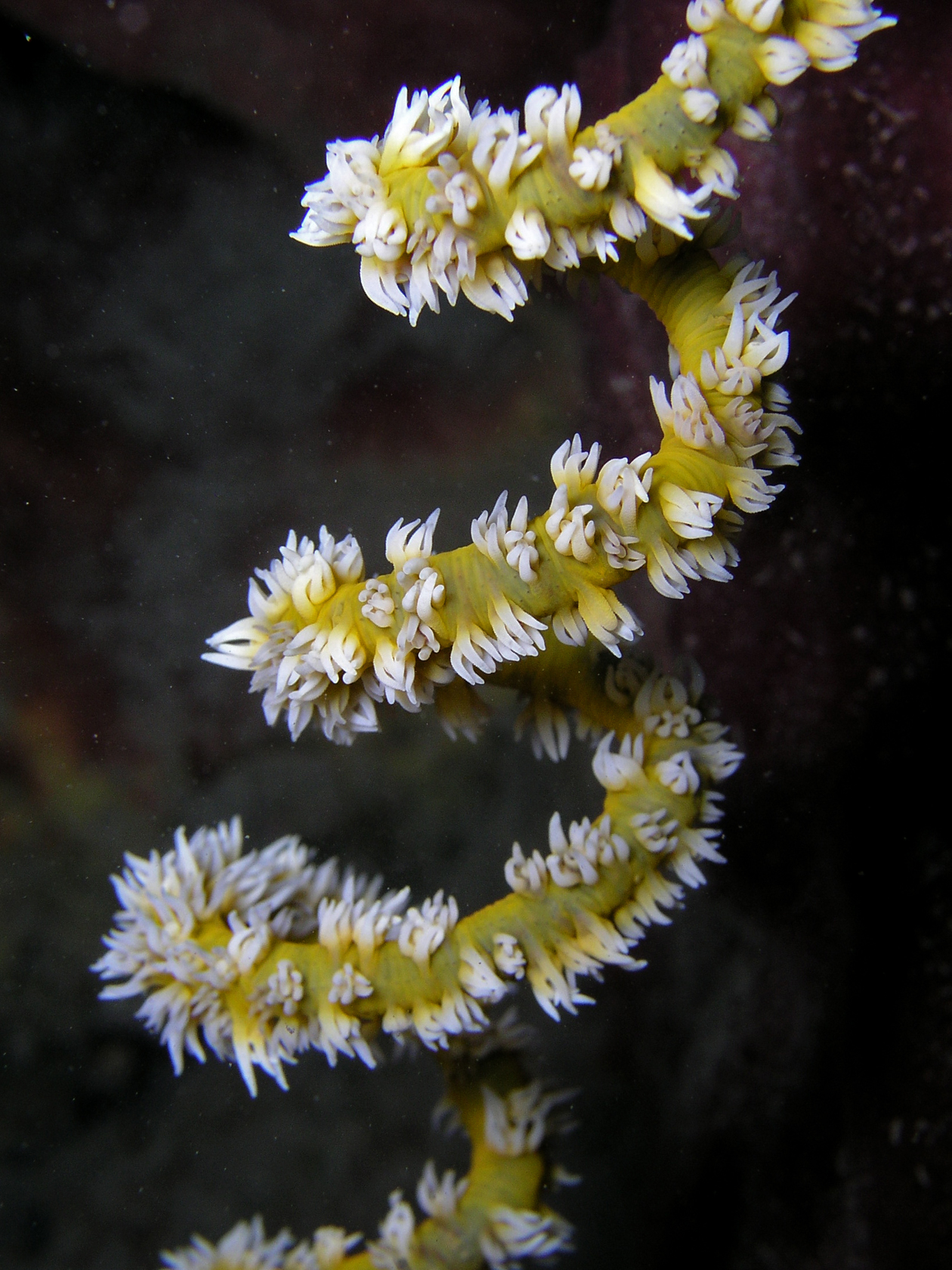
Cirripathes sp.

## Biologia
Występują masowo, samotnie lub kolonijnie w formie polipów w morzach strefy ciepłej i gorącej, rzadziej w wodach arktycznych i antarktycznych. Najlepiej rozwijają się w ciepłych, nasłonecznionych wodach przybrzeżnych i na płyciznach. Niektóre gatunki występują na głębokościach do 6000 m p.p.m.
Rozmnażają się przez pączkowanie, podział podłużny lub płciowo z zapłodnieniem zewnętrznym, rzadziej wewnętrznym. Zazwyczaj są rozdzielnopłciowe. Najczęściej występującą formą larwy jest planula.
W związku z osiadłym trybem życia zapłodnienie następuje poprzez skoordynowany wyrzut gamet do środowiska. Koordynacja być może obywa się dzięki zmianie barwy nieba i korelującej z nią zmianie barwy wody podczas zachodu słońca: przed pełnią niebo jest bardziej czerwone, po pełni bardziej niebieskie. Badania Alison Sweeney na Acropora palmata pokazały, że rozmnaża się on trzeciej i czwartej nocy po pełni od 21:20 do 21:50.
Większość gatunków koralowców prowadzi osiadły tryb życia. Niektóre mogą się aktywnie poruszać. Większość z nich żywi się zooplanktonem, a większe chwytają skorupiaki, mięczaki i ryby. Polują za pomocą ramion i komórek parzydełkowych. Same stanowią pokarm wielu gatunków skorupiaków, rozgwiazd i ryb.
Kolonie koralowców żyją kilkaset lat, a koralowce z rodzaju Leiopathes dożywają 4200 lat i jest to rekord długowieczności wśród zwierząt.
Wg Jarosława Stolarskiego z Instytutu Paleobiologii PAN i jego zespołu z Australii, USA, Polski i Francji koralowce madreporowe są wyjątkowo odpornymi organizmami, co oznacza, że chociaż ocieplanie się oceanów jest groźne dla raf koralowych, to jednak może nie mieć większego znaczenia dla ewolucji całej grupy korali madreporowych. Koralowce madreporowe przetrwały wiele kryzysów, w tym największe wymieranie w dziejach Ziemi. Formy płytkowodne – czyli rafy – powstawały z nich prawdopodobnie więcej niż raz, za każdym razem niezależnie wchodząc we współpracę z glonami i być może też tworząc od nowa szkielety. Zespół Stolarskiego oparł swoje wnioski na analizie budowy i składu chemicznego szkieletu wymarłych koralowców madreporowych z badaniem DNA ich współczesnych przedstawicieli. Skonstruowano drzewo rodowe korali madreporowych, z którego wynika, że ta grupa zwierząt wyewoluowała dużo wcześniej, niż dotychczas sądzono – co najmniej 425 mln lat temu.

## Klasyfikacja
Znanych jest około 7500 współcześnie występujących gatunków koralowców. Klasyfikowane są w dwóch kladach:
- Hexacorallia – koralowce sześciopromienne
- Octocoralia – koralowce ośmiopromienne